# The Prisoner of Zenda (1979)
The Prisoner of Zenda is een Amerikaanse filmkomedie uit 1979 onder een regie van Richard Quine. De film is gebaseerd op het gelijknamige boek uit 1894 van auteur Anthony Hope. Het is de zesde verfilming van het boek. Hoofdrollen worden gespeeld door Peter Sellers, Lynne Frederick, Lionel Jeffries, Elke Sommer, Gregory Sierra, Jeremy Kemp en Catherine Schell. Sellers speelt drie personages: koning Rudolph IV, koning Rudolph V en een Londense taxichauffeur.

## Verhaal
Tijdens de viering van zijn zeventigste verjaardag sterft Rudolf IV, de koning van het fictieve Europese land Ruritanië, in een luchtballonincident. Generaal Sapt en zijn neef Fritz reizen naar Londen waar de zoon van Rudolf IV leeft. Deze Rudolf V is namelijk de troonopvolger. Rudolf V heeft nog een halfbroer Michael wiens moeder een actrice is. Michael vindt dat hij koning moet worden, dus zet hij een complot op om Rudolf V te vermoorden. Wanneer Sapt en Fritz achter dit moordplan komen, huren ze de Londense taxichauffeur Frewin in die als twee druppels water lijkt op Rudolf V.
Echter, Rudolf V wordt ontvoerd door zijn halfbroer. Hierdoor moet Frewin zijn rol als Rudolf V verder op zich nemen in de hoop dat de bevolking dit niet doorziet.

## Rolverdeling
| Acteur           | Personage                         |
| ---------------- | --------------------------------- |
| Peter Sellers    | Rudolf IV / Rudolf V / Syd Frewin |
| Lionel Jeffries  | Generaal Sapt                     |
| Lynne Frederick  | Prinses Flavia                    |
| Elke Sommer      | gravin Nathali Montparnasse       |
| Gregory Sierra   | graaf Gilles Montparnasse         |
| Simon Williams   | Fritz                             |
| Jeremy Kemp      | prins Michael                     |
| Catherine Schell | Antoinette                        |
| Stuart Wilson    | Rupert of Hentzau                 |
| John Laurie      | aartsbisschop                     |
| Graham Stark     | Erik                              |